# De tiende van Tijl
De tiende van Tijl is een Nederlands televisieprogramma gepresenteerd door Tijl Beckand dat werd uitgezonden door de publieke omroep AVRO, vanaf 2014 AVROTROS. Het was een voortvloeisel van een uitzending in het kader van TV Lab 2010.
AVROTROS geeft aan dat klassieke muziek in allerlei gedaanten binnen de cultuur een van haar speerpunten is. Tijl Beckand is geïnteresseerd in de weetjes over en verbanden in de klassieke muziek. De titel van het programma verwijst naar het 9e Symfonie-syndroom. Dat verwijst naar tiende symfonieën die nooit geschreven dan wel voltooid zijn, onder meer die van Ludwig van Beethoven, Anton Bruckner en Gustav Mahler. Beckand dacht dat zijn idee nooit zou uitgroeien tot een daadwerkelijk programma en gaf het daarom de titel De tiende van...
De verhalen achter de muziek worden gekoppeld aan uitvoeringen van min of meer bekende werken binnen de klassieke muziek, maar de gekozen opzet kan ook gebaseerd zijn op de klassieke muziek zelf met de verhalen daarachter. Vaste gast was Iris Hond (geboren 1987), die van achter de piano muzikale ondersteuning gaf. Zij werd later opgevolgd door Daria van den Bercken en Valentina Toth. Elke uitzending ging gepaard met een uitvoering van een lied uit de klassieke muziek uitgevoerd door een populaire hedendaagse zanger(es). Het eerste seizoen bevatte tevens een zangwedstrijd voor amateurzangers. De laatste aflevering van seizoen 1 was gewijd aan en een eerbetoon aan Cristina Deutekom. In het tweede seizoen (2012) werd speciale aandacht geschonken aan vrouwelijke componisten door de tijd heen, qua tijd beginnende bij Hildegard von Bingen.
De muziek van de leader is gebaseerd op het koraal 'And he shall purify' uit het oratorium Messiah van Georg Friedrich Händel.

## Discografie
- 2011: Deutsche Grammophon: De sleutel tot de schatkamer van de klassieke muziek met "standards" uit de klassieke muziek

Andermans Veren ·
Atlas ·
Babbelonië ·
BankGiro Loterij Restauratie ·
Blik op de weg ·
Bloedverwanten ·
Buitenhof** ·
Dag Juf, tot morgen ·
De Astronautjes ·
De Bereboot ·
De Brekers ·
De Droomshow ·
De Sleutels van Fort Boyard ·
De tiende van Tijl ·
De Troon ·
Die is de mol! ·
EenVandaag* ·
Een mens wil... ·
Eén van de acht ·
Expeditie Poolcirkel*** ·
Fort Boyard ·
Gouden Televizier-Ring Gala ·
Hoe heurt het eigenlijk? ·
In de hoofdrol ·
Join the Beat ·
Junior Eurovisiesongfestival ·
Junior Songfestival ·
Karel ·
Kinderprinsengrachtconcert ·
Koefnoen ·
Kom er maar eens achter ·
Lawaaipapegaai ·
Mag ik u kussen? ·
Mensen zoals jij en ik ·
Missers! ·
Nederland in Beweging!**** ·
Ontdek je plekje ·
Op de Bon ·
Op zoek naar Danny & Sandy ·
Op zoek naar Evita ·
Op zoek naar Joseph ·
Op zoek naar Maria ·
Op zoek naar Mary Poppins ·
Op zoek naar Zorro ·
Opium ·
Opsporing Verzocht ·
Prinsengrachtconcert ·
Service Salon ·
Sterrenjacht ·
Sterrenslag ·
Stuif es in ·
Telebingo ·
Televizier ·
The Phone ·
Toppop3 ·
Tussen Kunst & Kitsch ·
Vinger aan de Pols ·
We gaan nog niet naar huis ·
Wedden dat..? ·
Wie-kent-kwis ·
Wie is de Mol? ·
Wie is de Mol? Junior ·
Wordt Vervolgd
* In samenwerking met de TROS
** In samenwerking met VARA en VPRO
*** Dit programma is overgegaan naar RTL 5
**** Dit programma is overgegaan naar MAX